# Madison Miner Walden

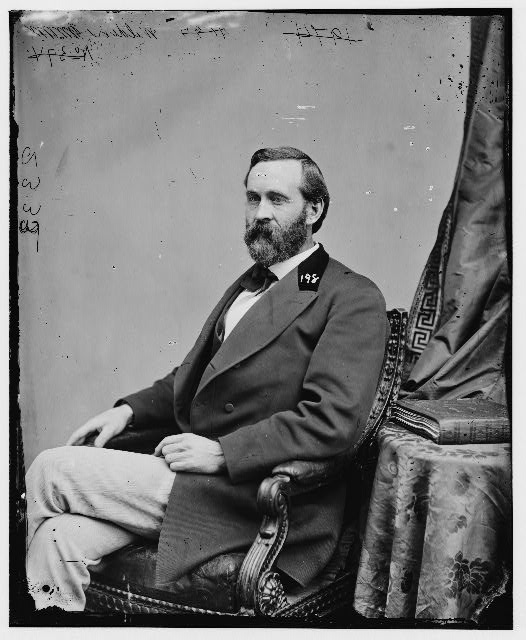
Madison Miner Walden

Madison Miner Walden (* 6. Oktober 1836 bei Brush Creek, Scioto County, Ohio; † 24. Juli 1891 in Washington, D.C.) war ein US-amerikanischer Politiker. Zwischen 1871 und 1873 vertrat er den Bundesstaat Iowa im US-Repräsentantenhaus.

## Werdegang
Madison Walden besuchte die Denmark Academy und das Wesleyan College in Iowa. Danach studierte er bis 1859 an der Außenstelle der Wesleyan University in Delaware (Ohio). Zwischen 1861 und 1865 nahm er als Hauptmann der Unionsarmee am Bürgerkrieg teil. Nach dem Krieg arbeitete er als Lehrer. Von 1865 bis 1874 gab er die Zeitung "Centerville Citizen" heraus.
Walden war Mitglied der Republikanischen Partei. In den Jahren 1866 und 1867 saß er als Abgeordneter im Repräsentantenhaus von Iowa und von 1868 bis 1869 gehörte er dem Staatssenat an. 1870 wurde er Vizegouverneur von Iowa. Bei den Kongresswahlen desselben Jahres wurde Walden im vierten Wahlbezirk von Iowa in das US-Repräsentantenhaus in Washington gewählt, wo er am 4. März 1871 die Nachfolge von William Loughridge antrat. Da er im Jahr 1872 von seiner Partei nicht mehr nominiert wurde, konnte er bis zum 3. März 1873 nur eine Legislaturperiode im Kongress absolvieren.
Nach seinem Ausscheiden aus dem US-Repräsentantenhaus arbeitete Madison Walden in der Landwirtschaft und im Kohlebergbau in Centerville (Iowa). Im Jahr 1889 wurde er beim Finanzministerium in Washington angestellt. Dort verblieb er bis zu seinem Tod am 24. Juli 1891. Er wurde in Centerville beigesetzt.